# Palais Córdoba
Le palais Córdoba, Intendance départementale de Salto (espagnol : Palacio Córdoba - Casa del Gobierno Departamental de Salto) est un édifice historique et administratif de la ville de Salto, capitale du département de Salto, en Uruguay.

## Situation
La palais Córdoba, qui abrite depuis 2003 tous les services de l'Administration départementale de Salto, est établi sur une terrasse alluviale qui domine le río Uruguay, face au site portuaire de Salto, à l'Ouest, et en limite du quartier du centre-ville, à l'Est. Il s'intercale entre le beau square F-D Roosevelt, belvédère arboré et richement orné au bord du fleuve Uruguay, et la place Treinta-y-Tres, la plus ancienne place urbaine de Salto, à quelques encablures, où débute la longue rue Uruguay (espagnol : calle Uruguay),. 
Sa situation géographique particulière entre le site fluvial et le centre de la ville en fait un point d'attraction incontournable à Salto à cause aussi de son site de belvédère surplombant le fleuve, (espagnol : carácter de balcón al río).

## Historique
L'édifice fut construit en 1855, puis les travaux furent terminés en 1860 à la suite de sa vente à Eloísa Acosta de Bica. À l'origine, c'était une résidence principale pour une famille fortunée. Le site doit son nom au colonel Córdoba que la jeune femme épousa en 1870. La résidence fut connue dès lors comme le Palacio Córdoba jusqu'en 1900.
Le côté éclectique de son architecture est d'influence italienne qui y mêle ingénieusement l'inspiration Renaissance avec des touches néo-classiques. La ville de Salto qui avait accueilli les Italiens sous Garibaldi devint le deuxième centre d'immigration italienne en Uruguay après Montevideo. Leur présence y a laissé une forte empreinte culturelle, artistique et architecturale qui se retrouve dans le bâti ancien  de la ville de Salto comme il s'en trouve dans des édifices remarquables comme le Théâtre Larrañaga, l'Ateneo de Salto ou encore le Musée Gallino des Beaux Arts. « L'influence des bâtisseurs d'origine italienne a ainsi modelé durablement le paysage urbain ancien de Salto ».
Le bâtiment devint par la suite un sanatorium pendant un demi siècle. À partir de 1951, il fut transformé en biscuiterie qui fut en activité pendant plus d'une vingtaine d'années mais, depuis 1979, il est devenu la propriété de l'intendance de Salto qui lui donna une tout autre destination. Ainsi, jusqu'au seuil des années 2000, il devint un casino départemental, puis, provisoirement, un centre de formation professionnelle. C'est à partir de l'année 2003, à la suite de travaux de restauration complète, qu'il abrite le siège de l'Intendance départementale (espagnol : la sede del Gobierno Departamental).
L'intérêt de cet édifice réside autant dans son approche architecturale que dans son aspect historique lui permettant d'être classé Monument Historique National en 2009. Il figure parmi les trente sites classés de la ville. Ce bâtiment est désormais l'un des sites incontournables dans les circuits et promotions touristiques de la ville. Outre les visites guidées qui y sont régulièrement organisées, le palais Córdoba est équipé d'une importante salle de conférences ouverte à un public varié. De plus, une salle est consacrée à l'Exposition Eloísa Acosta, la première propriétaire des lieux.

## Galerie

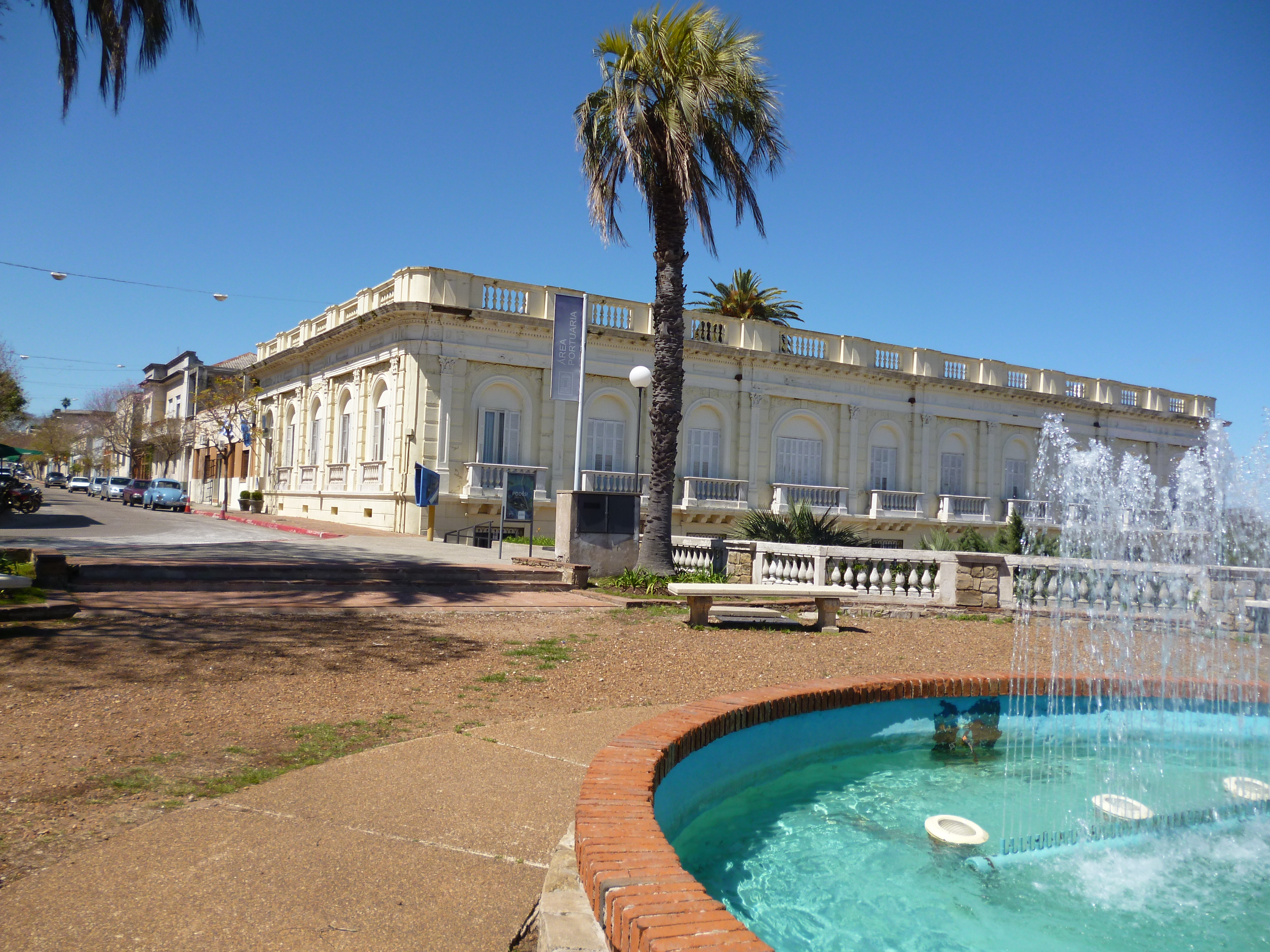
L'intendance départementale de Salto vue depuis le square F-D  Roosevelt  et, sur la gauche, début de la rue Uruguay.
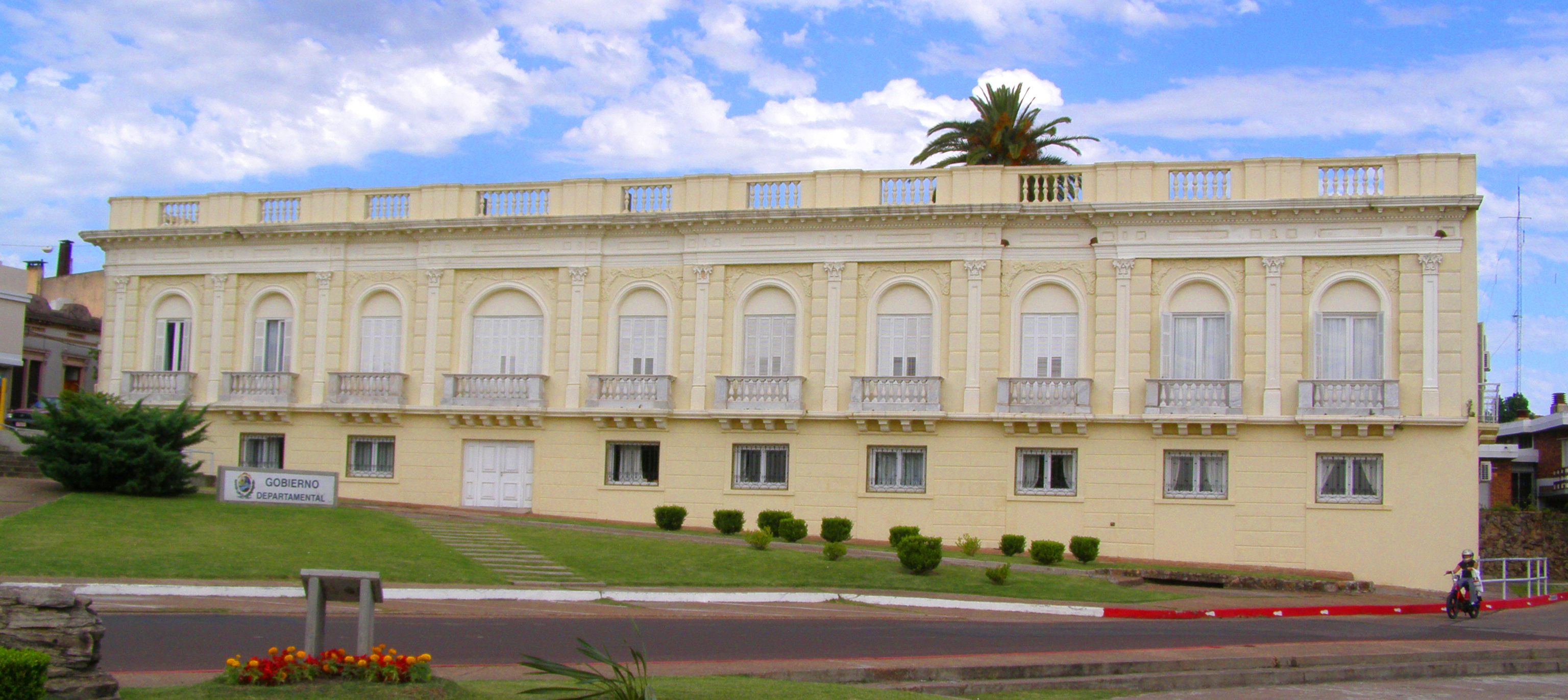
Le palais Córdoba, vue de face.
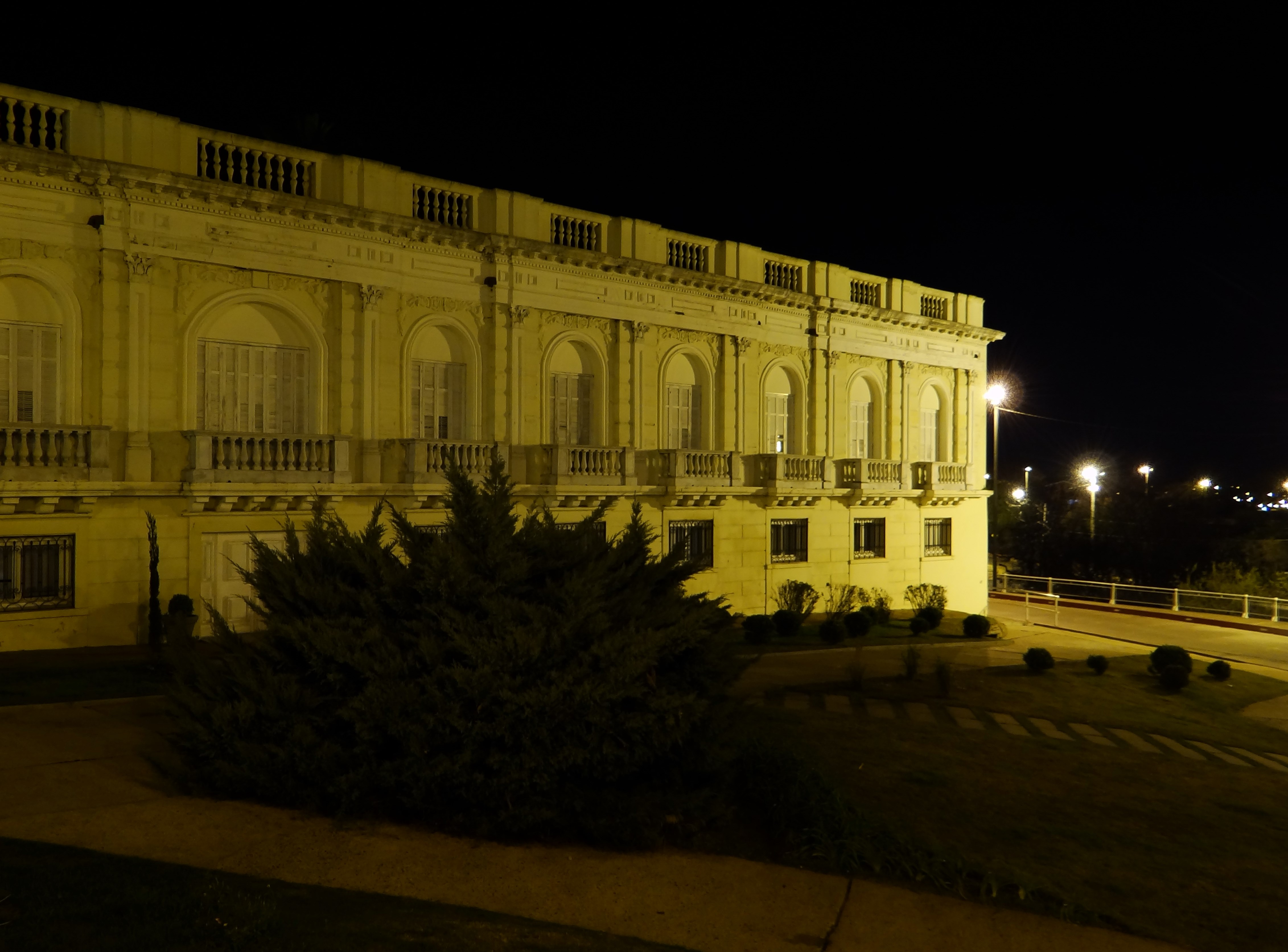
Le palais Córdoba en nocturne.
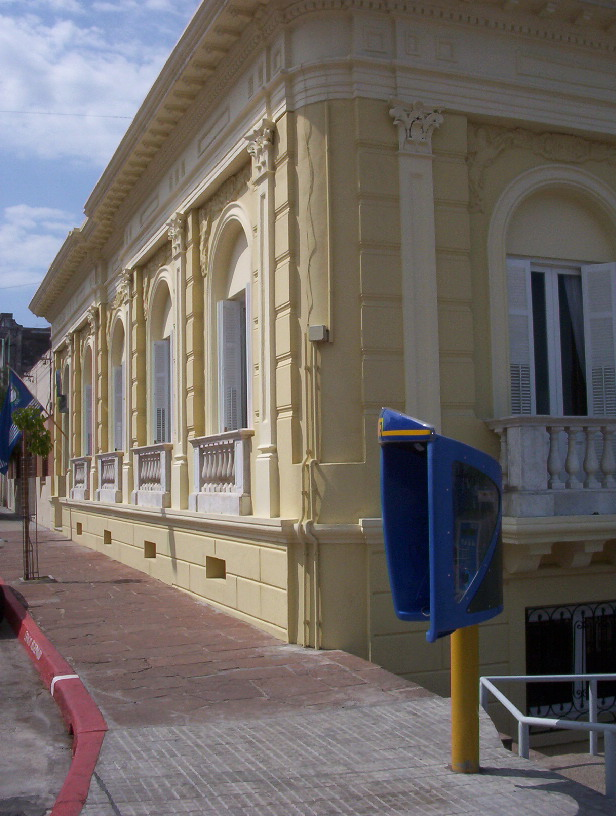
Vue latérale donnant sur la Calle Uruguay.
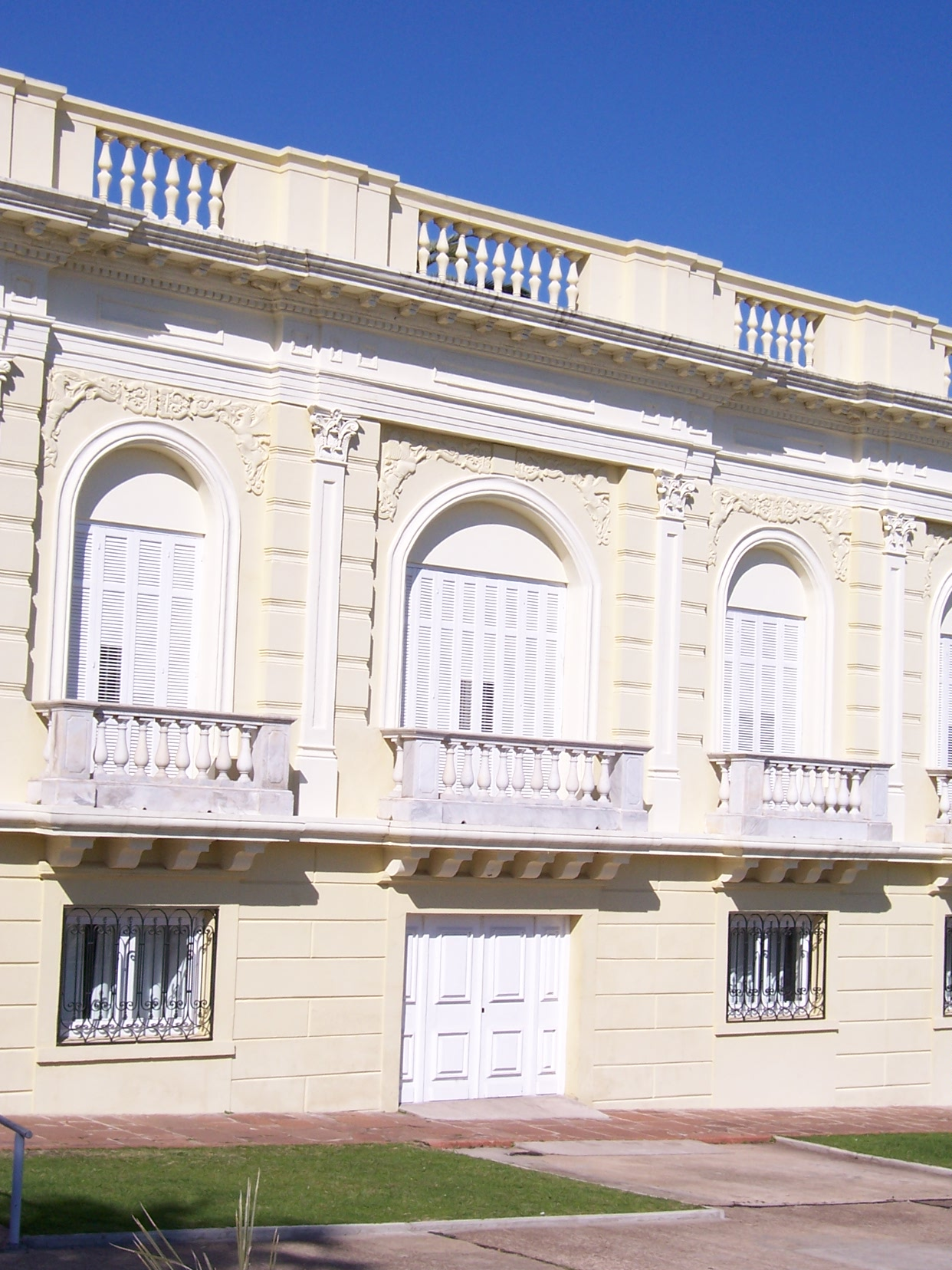
Détails architecturaux d'une des façades du palais Córdoba.
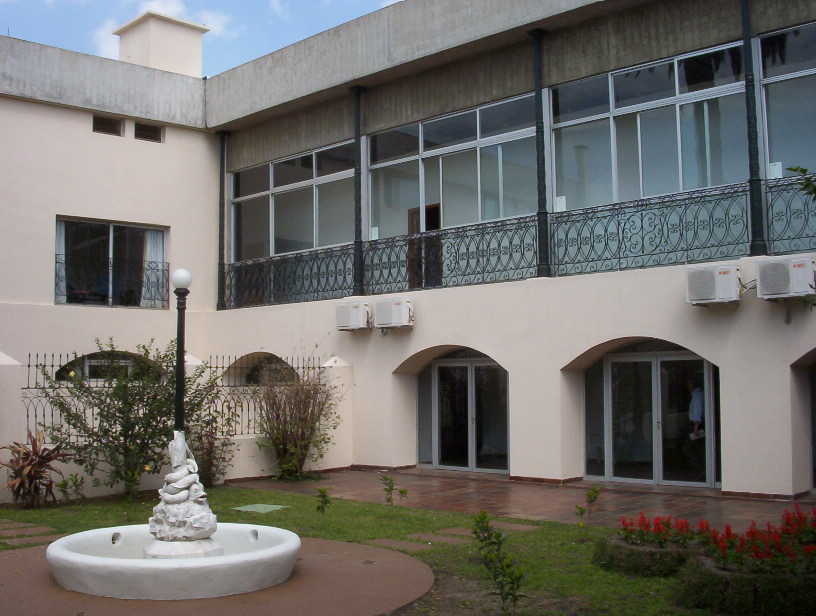
Cour intérieure du palais Córdoba.
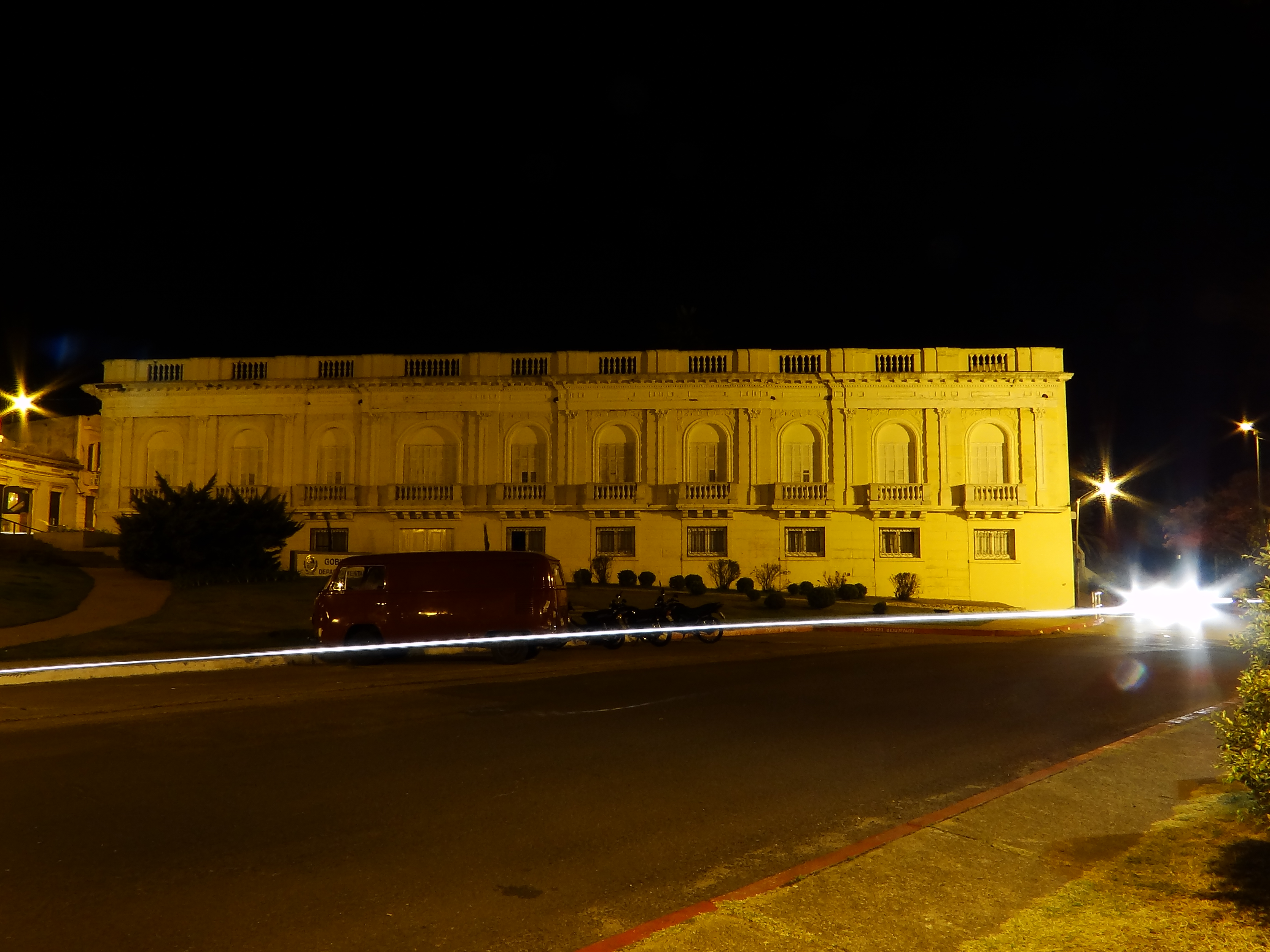
Le palais Córdoba la nuit.